# Salomé Richard
Pour les articles homonymes, voir Richard.
Salomé Richard est une actrice, réalisatrice et scénariste belge, née le 22 janvier 1987 à Bruxelles,.

## Biographie
Salomé Richard est diplômée du Conservatoire royal de Mons en art dramatique en juin 2013.

## Théâtre
- 2014 : WILD Msc. d'Anne Thuot

## Filmographie

### Comme actrice

#### Télévision
- 2017 : Robin : Aurélie
- 2021 : Les Rivières Pourpres (saison 3, épisode 3) : Agnès Villemont[3]
- 2022 : Pandore (série télévisée, 10 épisodes) : Ludivine Gilson[4]

#### Cinéma

##### Courts métrages
- 2007 : One : Sara
- 2010 : Pour toi je ferai bataille : Ana
- 2010 : L'Heure bleue : Catherine
- 2010 : Eisbär : La sœur
- 2011 : Les navets blancs empêchent de dormir : Ana
- 2013 : Septembre
- 2013 : Demolition Party : Salomé
- 2015 : Girls : Nathalie
- 2017 : Larsen : Maude
- 2017 : La Grande Vacance : Judith
- 2018 : Flexible : Fred
- 2018 : Proches
- 2018 : Le Deuxième Fils : La fille
- 2020 : Silence s'il vous plaît : La réalisatrice
- 2020 : La Protagoniste

##### Longs métrages
- 2011 : Félix et les lois de l'inertie
- 2013 : Bruocsella! : la fille du bar
- 2016 : Baden Baden : Ana
- 2017 : La Part sauvage : Lucie
- 2017 : La Douleur d'Emmanuel Finkiel : Une femme au rapatriement des prisonniers à la Gare d'Orsay
- 2019 : Rêves de jeunesse d'Alain Raoust : Salomé

### Doublage
- 2022 : Interdit aux chiens et aux Italiens : voix additionnelles

### Comme réalisatrice

#### Courts métrages
- 2013 : Septembre
- 2017 : La Grande Vacance

### Comme scénariste

#### Courts métrages
- 2013 : Septembre
- 2017 : La Grande Vacance

## Distinctions
- 2010 : Prix d'interprétation au Festival du film de Vendôme pour Pour toi je ferai bataille[5].
- 2010 : Prix d'interprétation féminine au festival Le Court en dit long pour Pour toi je ferai bataille[6].
- 2013 : Prix du Jury au Festival International du Film Francophone de Namur pour Septembre[7].
- 2017 : Magritte du meilleur espoir féminin pour Baden Baden[8].